# Heteropterys platyptera
Heteropterys platyptera là một loài thực vật có hoa trong họ Malpighiaceae. Loài này được DC. mô tả khoa học đầu tiên năm 1824.